# J. Hugo Aronson

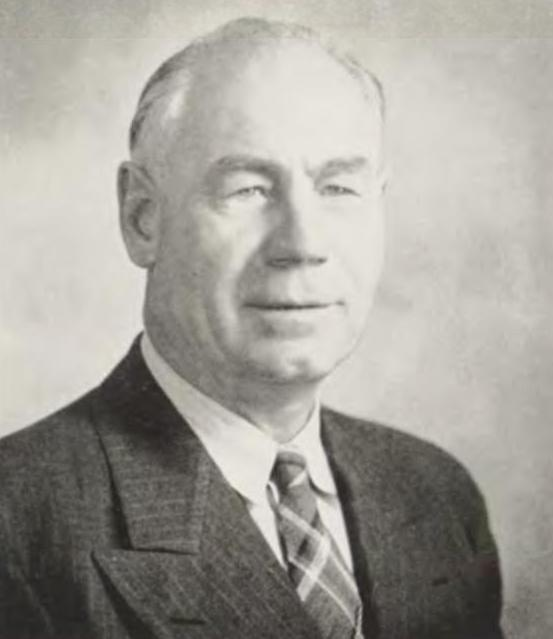
John Hugo Aronson

John Hugo Aronson (1 de setembro de 1891 - 25 de fevereiro de 1978) foi um político norte-americano membro do Partido Republicano e Governador do Estado de Montana entre 1953 a 1961.